# 露水河 (抚松县)
露水河，位于中华人民共和国吉林省东部白山市抚松县东北部，是第二松花江上段二道松花江左岸支流，发源于抚松县泉阳镇与露水河镇交界处，错草顶子峰南坡，向西北流至草帽顶子峰转东北流，经露水河镇东郊，至安图县两江镇永红村右纳头岔河后转北流，成为抚松和安图两县界河，最后于露水河镇新立屯北3公里处汇入二道松花江。河长63.4公里，流域面积594平方公里，比降6.9‰，河道天然落差550米。年均径流量2.53亿立方米。中游建有露水河电站。露水河上下游均在连绵起伏的崇山峻岭中穿流，河道两岸多为悬崖峭壁，植被覆盖率达76%，河水清澈见底。建有露水河国家森林公园，可开展森林狩猎、冬季漂流等活动。